# Грант, Джон
Джон Грант (англ. John Grant; род. 25 июля 1968, Бьюкенен, Мичиган, США) — американский певец и автор песен. Солист Денверской музыкальной рок-группы The Czars.

## Биография
Грант родился в деревне Бьюкенен, штат Мичиган и вырос в городке Паркер, штат Колорадо. Учился в Гейдельбергском университете Германии на языковом факультете.
Был одним из основателей американской рок-группы The Czars. После того, как The Czars распались в 2006 году, Грант отошёл от создания музыки и вернулся к записи и исполнению только в 2010 году. Его дебютный сольный альбом «Queen of Denmark» был представлен публике 6 апреля 2010 года. Альбом был записан в сотрудничестве с американской фолк-рок-группой Midlake и выпущен на лейбле Bella Union. В альбоме Джон рассказывает о своем прошлом и о том, как он боролся с алкогольной и наркотической зависимостью и примиряется со своей гомосексуальной ориентацией. «Queen of Denmark» был выбран лучшим альбомом 2010 года по версии британского музыкального журнала Mojo.
Грант в настоящее время живёт в Рейкьявике, Исландия, где он работал в течение 2012 года над своим вторым сольным альбомом «Pale Green Ghosts» с Biggi Veira — солистом исландской электронной группы Gus Gus.
«Pale Green Ghosts» был выпущен 11 марта 2013 года. Грант был номинирован на «Q Award» в номинации «Лучший сольный артист». Он также был номинирован как Best International Male Solo Artist на The BRITS 2014 и назван «Человеком года».
В течение 2013 года участвовал в подготовке англоязычной версии дебютного альбома А́усгейра Трё́йсти «Dýrð í dauðaþögn», который вышел на iTunes 28 октября 2013 года под названием «In The Silence».
В 2014 году Грант появился на 40-летие выпуска альбома Элтона Джона «Goodbye Yellow Brick Road» и исполнил песню «Sweet Painted Lady».

## Личная жизнь
Джон Грант является открытым геем, о чём рассказал в своем дебютном сольном альбоме посредством текстов своих песен. Кроме того, на фестивале Hercules and Love Affair-2012 Джон публично признался, что является ВИЧ-положительным.

## Отношение к России
Джон Грант — фанат русского языка и русской культуры. На протяжении 25 лет он изучал русский язык и сейчас говорит и поет на нём практически без акцента, а одним из своих любимых исполнителей считает Владимира Высоцкого. В 2017 году Грант совместно с группой Би-2 выпустил клип «Виски» на одноименную песню полностью на русском языке. На том же альбоме группы «Горизонт событий» есть второй трек, записанный совместно с Грантом — «Иначе».

## Фильмография
- 2017—2018 — «Виски» — Камео, дед Альберт

## Дискография

### Альбомы
В составе группы The Czars
- 1996: Moodswing
- 1997: The La Brea Tar Pits of Routine
- 2000: Before…But Longer
- 2001: The Ugly People vs. the Beautiful People
- 2004: Goodbye
- 2005: Sorry I Made You Cry

Сольная карьера
- 2010: Queen of Denmark
- 2013: Pale Green Ghosts
- 2014: John Grant and the BBC Philharmonic Orchestra : Live in Concert
- 2015: Grey Tickles, Black Pressure
- 2018: Love Is Magic

### Синглы
В составе группы The Czars
- 2000: «Val»
- 2002: «Side Effect»
- 2002: «X Would Rather Listen»
- 2004: «Paint the Moon»

Сольная карьера
- 2013: «Pale Green Ghosts», «GMF», «Glacier»